# باشگاه فوتبال زنان هیئت فوتبال البرز
باشگاه فوتبال زنان هیئت فوتبال البرز یک باشگاه فوتبال زنان در ایران است. این باشگاه در لیگ برتر زنان ایران، لیگ برتر کوثر حضور دارد.

## بازیکنان
- - محدثه گود آسیایی
  - حدیث بساط شیر
  - مهناز تقی پور
  - زهرا خزری
  - فاطمه خندان
  - پرناز زاد حسینی
  - سمانه قاشیه
  - سارا قمی
  - نجمه لطیفی
  - فاطمه متولی
  - فاطمه محبوبی
  - سمیرا محمدی
  - مریم محمدی
  - سیده زهرا معصومی
  - مریم نامی

## کادر فنی
- مریم ایراندوست

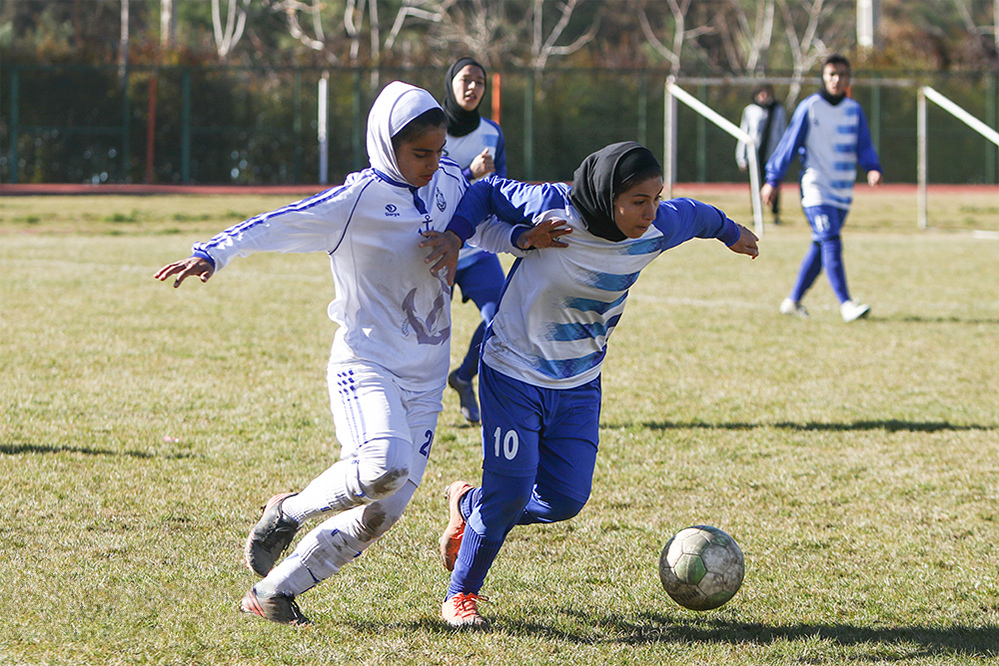
مسابقهٔ تیم‌های فوتبال زنان هیات فوتبال البرز و ملوان بندر انزلی در هفتهٔ دهم مسابقات لیگ برتر فوتبال بانوان باشگاه‌های ایران. این مسابقه در ۲۹ آذر ۱۳۹۸ در ورزشگاه شریعتی کرج انجام شد و با نتیجهٔ ۲ بر ۱ به سود ملوان به اتمام رسید.
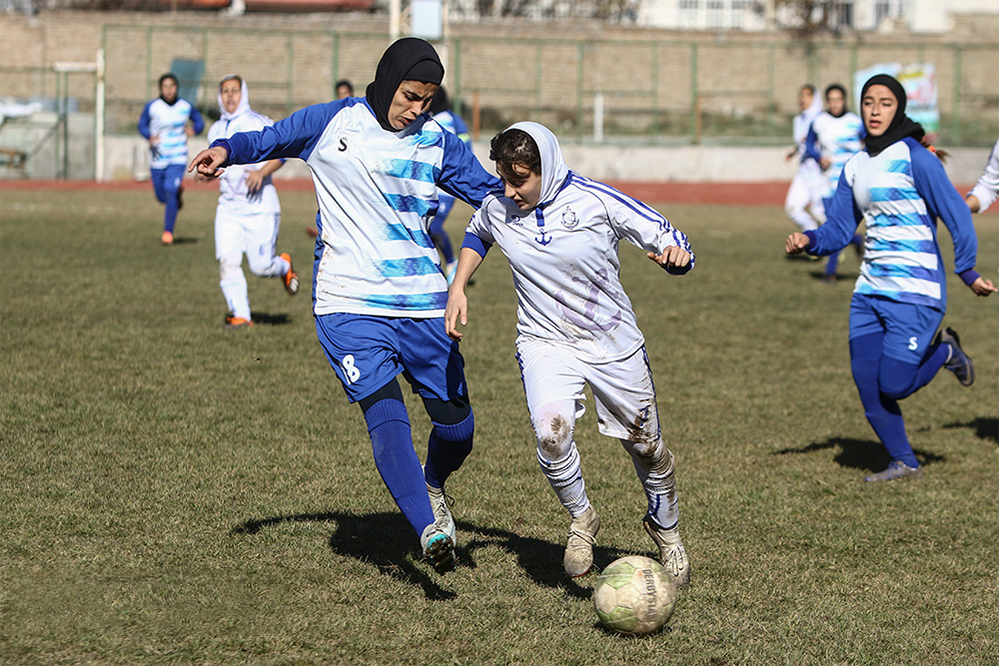
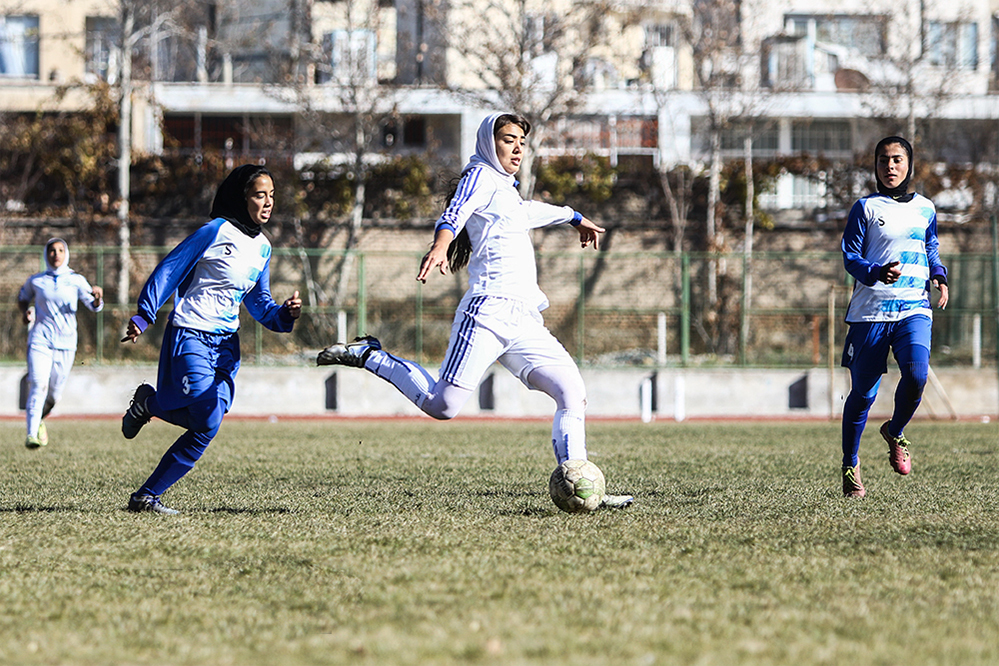
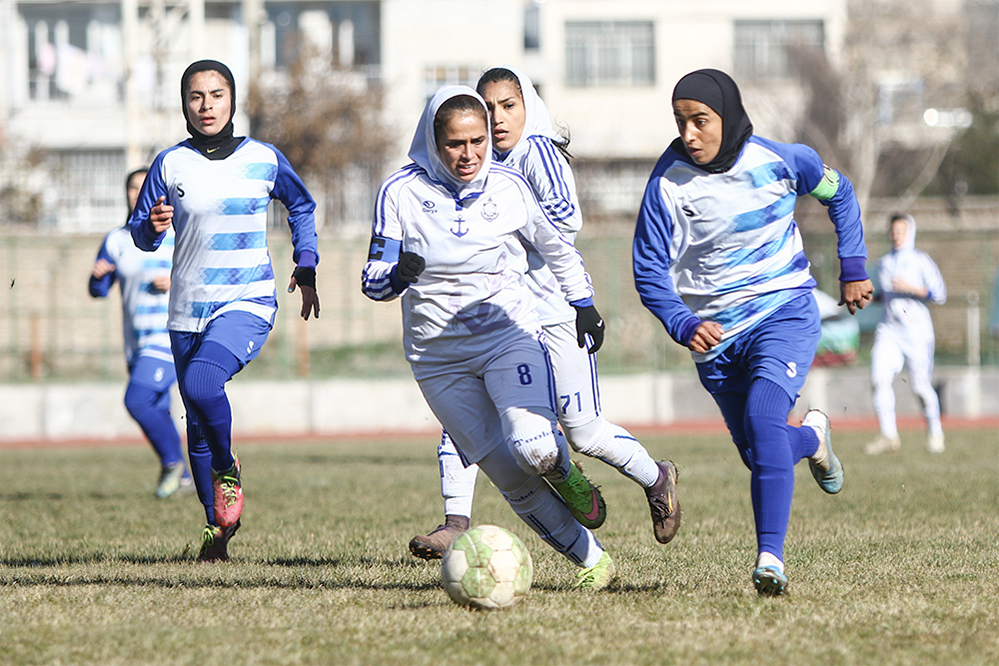